# Lodowiec Tower
Lodowiec Tower (ang. Tower Glacier) – lodowiec na Wyspie Króla Jerzego między szczytami Brama, The Tower i Bastion na terenie Szczególnie Chronionego Obszaru Antarktyki "Zachodni brzeg Zatoki Admiralicji" (ASPA 128). Opada ku Pełznącemu Stokowi, po którym jego wody roztopowe płyną kilkoma strumieniami ku Cieśninie Bransfielda. U swojej nasady lodowiec łączy się z Kopułą Warszawy.